# Barbie: Groom and Glam Pups
Barbie: Groom and Glam Pups è un videogioco educativo, che fa parte del franchise legato alla bambola Barbie. Il videogioco, sviluppato da Heavy Iron Studios e pubblicato dalla THQ, è stato reso disponibile per Nintendo DS e Wii nel 2010.
Uscì anche sulla 3DS nel 2012 solo in Europa, ma questa versione non ha avuto successo ed è divenuto uno dei videogiochi più rari per la 3DS.